# Озеров, Юрий Викторович
Ю́рий Ви́кторович О́зеров (5 июля 1928, Москва — 25 февраля 2004, Москва) — советский баскетболист и баскетбольный тренер. Заслуженный мастер спорта СССР (1956), заслуженный тренер СССР (1965).
Окончил ГЦОЛИФК. Кандидат педагогических наук, защитил диссертацию на тему «Исследование системы скоростно-силовой подготовки баскетболистов высшей квалификации и ее особенностей для высокорослых игроков (на примере подготовки сборных команд СССР к крупнейшим международным соревнованиям)».

## Биография
Родился 5 июля 1928 года в Москве.
В детстве увлекся баскетболом, продолжив активные занятия этим видом спорта в ГЦОЛИФК.
Выступал в 1947—1960 за баскетбольный клуб «Динамо» (Москва).
В 1951—1959 входил в состав сборной команды СССР по баскетболу. Чемпион Европы 1953, 1957 годов. Серебряный призёр Олимпийских игр 1952 и 1956 годов (капитан сборной). Бронзовый призёр Чемпионата Европы 1955 года. Чемпион СССР 1948 года.
Озеров в составе сборной СССР впервые принял участие в чемпионате мира в 1959 году. Победив в финале всех своих соперников, в том числе и чемпионов мира — американцев (62:37), баскетболисты СССР фактически заняли первое место, но повинуясь политически мотивированному приказу из Кремля, отказались от игры со сборной Тайваня, за что были дисквалифицированы ФИБА и не попали в число призёров (подобное же указание получила и сборная Болгарии). Звание чемпионов мира было присуждено национальной команде Бразилии.
Обладатель Кубка Майрано (1954, 1956), победитель Спартакиады народов СССР (1959), серебряный призер Спартакиады народов СССР (1956), победитель Международных дружеских спортивных игр молодежи (1953, 1955).
В 1963—1969 и 1977—1980 тренер мужской сборной СССР. Тренер сборной СССР на Олимпиадах 1964, 1968, 1980 годов.
Многие годы Озеров помогал Александру Гомельскому в сборной СССР. При его участии сборная СССР становилась 2-м призёром Олимпийских игр (1964), бронзовым призёром Олимпийских игр (1968, 1980), чемпионом мира (1967), 2-м призёром чемпионата мира (1978), 3-м призёром чемпионата мира (1970), чемпионом Европы (1963, 1965, 1967, 1969, 1979).
С 1981 года до ухода на пенсию был тренером юношеских и молодёжных команд.
Награждён орденом «Знак Почета» и медалью «За трудовую доблесть».
Скончался 25 февраля 2004 года. Похоронен на кладбище села Образцово Щёлковского района Московской области.

## Награды
- Орден «Знак Почёта» (27.04.1957) — «за успехи, достигнутые в деле развития массового физкультурного движения в стране, повышения мастерства советских спортсменов, и успешное выступление на международных соревнованиях»

## Источник
- Генкин З. А., Яхонтов Е. Р. Баскетбол: справочник. — Москва: ФиС, 1983. — 224 с.